# Muhammad Shah do Brunei
Muhammad Shah ou Maomé Xá (nascido Awang Alak Betatar)  estabeleceu o Sultanato de Brunei e foi seu primeiro sultão, reinando de 1363 (ou 1368) a 1402. A história de Muhammad Shah não é clara, e é baseada em várias fontes históricas e legendas.

## Biografia
O início da vida de Muhammad Shah é desconhecido. O atual Sultanato de Brunei foi formado por Muhammad Shah, com a ajuda de seus irmãos Awang Pateh Berbai e Awang Semaun . Ele governou de 1368 até sua morte em 1402. Ele governou como Rajá Awang Alak Betatar até o início da década de 1360, momento em que se converteu ao Islã para se casar com a filha do rei de Temasik (Antiga Singapura, conhecida como Jor naquela época em Brunei). Muhammad Shah morreu em 1402 e foi sucedido pelo sultão Abdul Majid Hassan.
Não se sabe com quem Muhammad Shah se casou, mas é relatado como filha de Iskandar Shah ou filha de Sang Nila Utama, ambos da Casa de Sang Sapurba.
Notou-se que Muhammad Shah fundou o Sultanato. Ele enviou uma missão à China em 1371; o Ming Shih (Livro 325), um livro de referência chinês contemporâneo, observou que o rei de Brunei em 1370 era Ma-ho-mo-sa. Os historiadores locais de Brunei entendem que isso se refere a "Muhammad Shah", o primeiro sultão islâmico de Brunei, porém outros interpretam como "Mahmud Shah". Outro ponto de vista é que Ma-ho-mo-sa poderia ser pronunciado como "Maha Moksha", que significa Grande Eternidade, um nome budista; isso está de acordo com o registro chinês de seu sucessor também ter um nome budista.
Sua filha, a princesa Ratna Dewi, supostamente se casou com um imigrante chinês chamado Ong Sum Ping, também chamado Ong Sum Ping, que iniciou uma estação comercial em Mumiang, no rio Kinabatangan. Por isso, ele recebeu o título de nobreza de Pengiran Maharaja Lela e foi eleito Chefe de Kinabatangan.
Há evidências de que havia uma presença islâmica na área atual de Brunei antes do atual Sultanato - há evidências de que também havia uma dinastia muçulmana preexistente na área.